# Billy Jonas
Billy Jonas (n. Asheville, Carolina del Norte, Estados Unidos) es un cantante, compositor, percusionista y multiinstrumentista que trabaja tanto como intérprete de la audiencia general y como animador familiar.
Es miembro de la congregación «Beth HaTephila» y parte del Equipo de Música Sacra; entrena a estudiantes, tanto hombres como mujeres, entre las edades de 11 a 13 años para su Benei Mitzvá.

## Conformación de bandas musicales
Como miembro fundador del dúo de música folk, «The Billys», y actual líder de «The Billy Jonas Band», Jonas ha utilizado elementos reciclables como instrumentos. Su programa se enfoca en iluminar al público con la habilidad musical inherente de cada persona y el potencial musical de los "objetos encontrados" comunes. Los 7 álbumes de Billy Jonas, PBS especial y 2 décadas de conciertos en vivo han generado seguidores en toda América del Norte.

## Premios y logros
Su CD, "What Kind of Cat are You?!", Recibió un Primer Lugar / Oro de la Federación Estadounidense de Músicos Independientes y un Premio de Oro para Padres.
Los videos de Jonas han cosechado múltiples elogios, incluidos los premios Parents 'Choice Awards y un listado del New York Times "Best for Kids".
En 2010, Billy Jonas y Billy Jonas Band fueron invitados a actuar en la Casa Blanca.

## Historia
Anteriormente miembro del dúo "The Billys", ha aparecido en festivales y lugares de todo el país. Jonas ha compartido etapas con Patti Larkin , Ani DiFranco , David Wilcox, Richard Thompson y Pete Seeger .
Billy @ the Kerrville folk festival 2009

## Talleres
Billy ha desarrollado una serie de talleres. Cada uno se enfoca en un componente de su música. Estos incluyen "instrumentos forrajeros, encontrados y hechos en casa", "composición de canciones", "rendimiento y presencia", "Neo-tribal hootenanny 101", "formación de maestros" y más.

## Discografía

### Para audiencias familiares
- Build it Back Again (2014)
- Happy Accidents (2009)
- ¿Qué clase de gato eres? (2002)

### Para público adulto / general
- habayta (hacia casa) (2015)
- Get Real (2004)
- Billy Jonas Live (2002)
- Life So Far (2000)
- El tiempo ha llegado (como The Billys) (1993)
- Los Billys (como The Billys) (1991)

## DVD / VHS
- Todo el mundo está en la banda DVD / VHS (2004)
- DVD / VHS Bangin 'y Sangin' (2000)